# Eupithecia ecplyta
Euphitecia ecplyta es una especie de polilla de la familia Geometridae. La especie fue descrita por primera vez por Louis Beethoven Prout habiendo sido descrita en 1932, con distribución en Kenia. El holotipo de la especie fue descrita en el monte Aberdare.

## Descripción
Es una polilla con una envergadura de 25 milímetros (1 plg). Su rostro esblanquecino con palpos que se extienden un poco más de la cara. La segunda articulación del palpo cuenta con muchas escamas, mientras que la tercera es oculta. Las antenas se ven engrosadas proximalmente, con las articulaciones proyectadas, y ciliación aproximadamente en un tercio. La cabeza y cuerpo son del mismo color que las alas. El tórax y pecho cuentan con una mancha blanquecina. 
El ala anterior es blanquecina, teñidas de amarillo marfil, y cuenta con un ápice agudo, con un término fuertemente oblicuo y curvado detrás del medio. Las líneas transversales son bastante llamativas de color marrón oliva desde la costa hasta SC,: Notas 1  la línea posmedia algo prolongada en una media banda (que llega a DC). El ala trasera con DC no apreciablemente biangulada, R2 central y amarillo blanquecino, casi o completamente sin marcar.: Notas 1  El ala anterior en la parte inferior es teñida de un color canela o avellaneo brillante indeterminado, volviéndose pálida cerca del margen posterior. El ala trasera cuenta con un punto de celda y rastros de las líneas principales.